# Helixotionella rubra
Helixotionella rubra är en mossdjursart som först beskrevs av Bretnall 1922.  Helixotionella rubra ingår i släktet Helixotionella och familjen Otionellidae. Inga underarter finns listade i Catalogue of Life.